# Chloronia gaianii
Chloronia gaianii är en insektsart som beskrevs av Contreras-ramos 2002. Chloronia gaianii ingår i släktet Chloronia och familjen Corydalidae. Inga underarter finns listade i Catalogue of Life.